# Liste der Biografien/Casu
Liste der Biografien |
Portal Biografien |
Personensuche
# |
A |
B |
C |
D |
E |
F |
G |
H |
I |
J |
K |
L |
M |
N |
O |
P |
Q |
R |
S |
T |
U |
V |
W |
X |
Y |
Z |
?
 
Ca |
Cb |
Cc |
Ce |
Ch |
Ci |
Cj |
Ck |
Cl |
Cm |
Cn |
Co |
Cr |
Cs |
Ct |
Cu |
Cv |
Cw |
Cy |
Cz
 
Caa–Cag |
Cah |
Cai |
Caj |
Cak |
Cal |
Cam |
Can |
Cao–Cap |
Caq |
Car |
Cas |
Cat–Caz
 
Casa |
Casc |
Casd |
Case |
Casg |
Cash |
Casi |
Cask |
Casl |
Casm |
Casn |
Caso |
Casp |
Casq |
Casr |
Cass |
Cast |
Casu |
Casw |
Casz
Die Liste der Biografien führt alle Personen auf, die in der deutschsprachigen Wikipedia einen Artikel haben. Dieses ist eine Teilliste mit 9 Einträgen von Personen, deren Namen mit den Buchstaben „Casu“ beginnt.

## Casu
- Câșu, Ilie (* 1929), rumänischer Politiker (PCR) und Diplomat

### Casuc
- Casucci, Leonello (1885–1975), italienischer Komponist und Pianist

### Casul
- Casulana Mezari, Maddalena, italienische Komponistin, Sängerin, Lautenistin und Kompositionslehrerin
- Čašule, Kole (1921–2009), jugoslawischer bzw. mazedonischer Schriftsteller, Politiker und Diplomat
- Čašule, Slobodan (1945–2015), jugoslawischer bzw. mazedonischer Journalist und Politiker
- Casulli, Vincenzo Silvano (1944–2018), italienischer Amateurastronom
- Casullo, Guido Maria (1909–2004), italienischer römisch-katholischer Geistlicher, Bischof von Cândido Mendes
- Casullo, José María, argentinischer Fußballspieler und -trainer

### Casut
- Casutt, Corsin (* 1984), Schweizer Eishockeyspieler